# Digtet om Gilgamesh
Digtet om Gilgamesh eller Gilgamesh-eposset regnes for at være verdens første litterære storværk. Det er beretningen om kong Gilgamesh fra byen Uruk i Mesopotamien.
Digtet er dateret til det tredje dynasti i Ur, ca. 2100 f.v.t.

## Historie
Eposset blev i 1839 fundet i kong Assurbanipals store kongelige bibliotek i Ninive. Det er skrevet med kileskrift på lertavler og baseret på en årtusinder lang mundtlig overlevering, der har givet fortællingen dets mange variationer.

### Sumerisk tradition
Digtcyklen skriver sig oprindeligt fra Sumer, og i sumerisk tradition fandtes der fem adskilte digte om Bilgames (det sumeriske navn på Gilgamesh):
- Bilgames og underverdenen, der begynder: "I de dage, i de fjerne dage..."
- Bilgames og Agga af Kish (Agga var søn af kong Enmebaragesi, den første mesopotamiske regent, der efterlader sig autentiske indskrifter) [1]
- Bilgames og Huwawa
- Bilgames og Himmeltyren
- Bilgames' død

De ældste kendte udgaver af disse sumeriske digte blev nedskrevet som underholdning beregnet for kongehoffet omkring 2100 f.Kr under kong Shulgi i det tredje dynasti i Ur. Adskillige afskrifter på sumerisk blev skabt omkring 1800 f.Kr af babylonske skrivere i Ur og Nippur. At afskrive digtene om Gilgamesh var nemlig en almindelig øvelse for skrivere i den gamle Babylon f.x. under kong Hammurabi. Et digt på sumerisk om Atramhasis (ligesom Bibelens Noa), Da guderne var menneske, blev tidligere taget for at være en del af Gilgamesh-eposset; det passer ikke, men digtet danner grundlaget for den syndflodshistorie, som blev indarbejdet i den babylonske version af eposset.

### Gammelbabylonsk version
Den mangelfulde version af eposset på gammelbabylonsk (en akkadisk dialekt) begynder med ordene Han overgik alle andre konger og dateres til omkring 1700 f.v.t.

### StandardversionenHan, der så dybet
Standardversionen af Gilgamesh-eposset i Babylonien og Assyrien kaldes Sha naqba imuru (= Han, der så dybet) efter åbningslinjen og blev samlet og fik sin endelige form på standard-babylonsk af Sin-liqe-uninni omkring 1200 f.v.t. (Med naqbu (= dybet) mentes den kosmiske egn, der tilhørte visdommens gud Ea.) Åbningslinjen i de ældre, sumeriske versioner var Shutur eli sharri (= Han overgik alle andre konger).
Lertavlerne er desværre fulde af ord og vendinger med usikker betydning, og brudstykker mangler helt. Professor Andrew George  har restaureret teksten ved at fylde hullerne med tekst hentet fra afskrifter fra andre perioder og andre sprog; f.x. den hittitiske version. "Gilgamesh-serien" udgøres af 11 lertavler med omkring 3.000 linjer. Det, man først troede var tavle 12, er i virkeligheden en linje-for-linje oversættelse til akkadisk af den sidste halvdel af det sumeriske Bilgames-digt; Bilgames og underverdenen.
Denne endelige udgave præsenterer en kanon. Forfatterskab tilskrives i kolofonen chefskriveren og varselspræsten Sin-liqe-uninni fra den kassitiske periode i Babylonien. Eposset blev efter al sandsynlighed fremført for publikum med trommer og lyrer som akkompagnement.

## 1. tavle
Historien fortælles set fra eftertidens perspektiv. Gilgamesh "overgik alle andre konger", havde al kundskab, fik rejst bymuren omkring Uruk og templet Eanna (sumerisk: e = tempel, hus; anna = himmel) , der var viet til Ishtar og himmelguden Anu. Som søn af den guddommeliggjorte kong Lugalbanda og Ninsun, gudinde for de vilde køer, var Gilgamesh 2/3 gud, med menneskelig skikkelse skænket ham af modergudinden Aruru (Belet-ili) og perfektioneret af visdommens gud Ea; en mand af stor skønhed og fysisk styrke. Han gravede brønde, der skabte oaser, og genrejste kultsamlingsstederne, der var blevet ødelagt af Syndfloden. Imidlertid var Gilgamesh en tyran mod sit folk; han voldtog de kvinder, han syntes om, og undertrykte Uruks indbyggere med hård hånd, ved blandt andet at håndhæve "retten til den første nat". I sin nød bad folket byens gud Anu om hjælp. Anu tilrådede, at modergudinden Aruru skabte en vildmand, Enkidu, i vildmarken udenfor Uruk. Vildmanden var lige så stærk som Gilgamesh og egnet til at opholde ham.
En jæger opdagede Enkidu, der løb nøgen rundt blandt de vilde dyr. Jægerens far rådede ham til at hente tempelskøgen Shamhat, så hun kunne få vildmanden tæmmet. Shamhat sagde sig villig og gik ud til vandhullet, hvor de vilde dyr samledes, og bød sig frem til Enkidu. Han sagde ja, og efter seks dage og syv nætter sammen med skøgen, følte han sig svag og besudlet, men havde til gengæld fået fornuft og indsigt. Til gengæld skyede dyrene ham. Shamhat fortalte Enkidu om Gilgamesh' to drømme, forud for skabelsen af Enkidu. I den ene drøm faldt en meteorit til jorden, så stor, at Gilgamesh ikke kunne løfte den. Folket samlede sig om den, og Gilgamesh omfavnede den, som var den hans kone. Hans mor Ninsun tolkede drømmen til, at en kammerat ville frelse ham og blive hans jævnbyrdige. I den anden drøm dukkede en økse op midt i gaden. Folket stimlede sammen om den, og Gilgamesh omfavnede den, som var den hans kone. Ninsun tolkede denne drøm på samme vis som den første.

## 2. tavle
Efter en uge sammen med Shamhat, havde Enkidu vasket og barberet sig, og hyrderne lærte ham at passe fårene og gav ham brød, øl og tøj. En mand fortalte ham også om en kommende bryllupsfejring. At Gilgamesh forlangte at være den første for bruden, gjorde Enkidu vred, og han skyndte sig til Uruk, hvor folk bemærkede hans lighed med Gilgamesh. Enkidu spærrede døren til brudekammeret for kongen, og de to sloges voldsomt, til kongen vandt. De to omfavnede så hinanden og blev hengivne venner livet ud. Gilgamesh præsenterede Enkidu for sin mor; og Enkidu, der hverken havde forældre eller søskende, brast i gråd. Uden videre foreslog kongen så en rejse til Cedertræsskoven for at hugge et træ ned. For at kunne det, var man nødt til at dræbe træets vogter, dæmonen Humbaba skabt af Enlil. Enkidu kendte Humbaba fra sin tid i skoven ("hans stemme er som Syndfloden, hans tale er ild, og hans ånde er døden" - kun stormguden Adad var mere skrækkelig). Gilgamesh fik alligevel vennen overtalt med ord, der minder om Prædikerens Bog: "Menneskets dage er talte - hvad han end gør, er det kun som vind." 

## 3. tavle
Byens ældste protesterede mod kongens rejseplaner, med gav til sidst efter. De lagde hans liv i Enkidus hænder. Kongens mor klagede til solguden Shamash over sin søns skæbne, og hvorfor havde guden givet ham et så rastløst sind? Hun bad om solgudens beskyttelse for de to rejsefæller og udtrykte sit håb om, at Gilgamesh en gang vil blive guddommeliggjort. Han og Enkidu udførte ritualer for at sikre en tryg rejse; men helt til det sidste advarede Enkidu kongen mod foretagendet.

## 4. tavle
Rejsen til Cedertræsskoven tog halvanden måned. Hver tredje dag slog de lejr og gravede efter vand. Gilgamesh bad til Shamash om en drøm, og Enkidu byggede et hus til drømmeguden som en opmuntring. Han vogtede drømmehusets indgang, når kongen drømte. Shamash sendte Gilgamesh profetiske drømme. Efter den første drøm, vågnede kongen forskræmt og fortalte, at et bjerg var faldet ned. Enkidu tolkede det positivt: "Bjerget i drømmen var Humbaba, vi skal fange og dræbe ham og smide hans lig i ødemarken!" Den næste drøm drejede sig om en kamp med en vild tyr, men Enkidu beroligede kongen: "Den vilde tyr var Shamash, beskytteren... Den, der gav dig vand at drikke, er din personlige gud, der bringer dig ære: Lugalbanda." Flere mareridt fulgte, men Enkidu tolkede dem altid til noget positivt. Til sidst tabte han alligevel modet; men kongen opmuntrede ham. "Da de to nåede den eviggrønne skov, tav de og blev stående stille." 

## 5. tavle
De to rejsefæller beundrede den skyggefulde skov og Cedertræsbjerget, hvor guder og gudinder var bosat. Humbaba hørte dem og kom stormende. Han kaldte Enkidu "du søn af en fisk, som ikke engang kender din egen far", og truede Gilgamesh med at " fodre den skrigende grib og ørnen med dit kød!" Shamash sendte voldsomme vinde mod Humbaba, som endte med at bede for sit liv og tilbyde Gilgamesh alle sine træer i bytte; men Enkidu insisterede på, at kongen skulle dræbe ham for at sikre sit ry, selv om guderne ville blive vrede. Humbaba gjorde nar af kongen, der lyttede til råd fra sin tjener; og spåede Enkidu, at hans liv ville blive kort. Gilgamesh halshuggede Humbaba. Bjergene rystede. [Noget af det følgende er fra en gammelbabylonsk version.] Gilgamesh dræbte også alle Humbabas syv auraer. Gilgamesh og Enkidu fældede nogle af træerne i Cedertræsskoven, især de højeste træer, for at bygge en cedertræsport i Uruk. De byggede en flåde af ceder og sejlede hjem til Uruk på floden Eufrat med Humbabas hoved.

## 6. tavle
Tilbage i Uruk iførte Gilgamesh sig sit kongelige skrud. Kærlighedsgudinden Ishtar friede til ham, men han sagde nej og remsede alle hendes jordiske elskere op, og den skæbne, de fik - såsom Dumuzi (Tammuz), som hun havde dømt til at tilbringe det halve år i underverdenen, og hendes fars gartner Ishullanu, som hun havde omskabt til en dværg. Blandt meget andet sammenlignede han hende med "en sko, der bider ejerens fødder." Grædende af raseri bad Ishtar sin far, himmelguden Anu, om at måtte få Himmeltyren (som vi kalder Karlsvognen). Hun ville rasere Uruk, ellers slap hun de døde ud af underverdenen for at fortære de levende. Anu gav efter for sin datter, og hun ledede Himmeltyren efter sig ind i Uruk. Den hærgede løs; hver gang den snøftede, åbnede der sig huller i jorden, og hundreder af mennesker styrtede i døden. Også Enkidu var nær blevet dræbt, men klarede at gribe fat i tyrens hale og fik Gilgamesh til at dræbe den med sin kniv mod et punkt bagved hornene. De ofrede tyrens hjerte til Shamash. Ishtar forbandede Gilgamesh for hans udtalelser om hende og for tyredrabet. Da Enkidu hørte det, sled han tyrens bagpart løs og smed den i ansigtet på Ishtar: "Hvis jeg bare fik fat på dig, gjorde jeg det samme ved dig! Jeg ville ha' draperet hans indvolde over dine arme!" erklærede han. Ishtar samlede sine tempelkvinder og skøger for at klage over tyrens død, mens Gilgamesh pralede til sine mænd af at have nedkæmpet selve Himmeltyren.

## 7. Tavle
Enkidu havde en drøm om gudernes råd, hvori Enlil erklærede, at Enkidu skulle dø for drabene på Himmeltyren og Humbaba og for at have fældet cedertræer. Solguden Shamash forsvarede ham: "Var det ikke på min ordre, at de dræbte Himmeltyren og Humbaba!" Enkidu fortalte Gilgamesh, at han snart skulle dø, og i sit delirium talte han til cedertræsporten, som om den var et menneske. Havde han kendt sin skæbne, havde han i stedet bragt træet til Shamash-templet i Larsa og bedt for sit liv direkte til Shamash. Han og Gilgamesh græd sammen, og kongen bad guderne om at spare vennens liv. Enkidu forbandede jægeren, der fandt ham, og især tempelskøgen Shamhat, som han ønskede alt ondt som straf for, at hun havde svækket og besudlet ham. Men solguden påpegede, at Shamhat havde behandlet ham pænt; og gennem hende lærte han Gilgamesh at kende. Derefter velsignede Enkidu skøgen og spåede hende mange elskere, deriblandt en rig mand, der forlader sin kone. I en drøm kom en stor dæmon til Enkidu, forvandlede ham til en due og tog ham med til "mørkets hus" Irkalla (underverdenen), de dødes hjem. Der herskede Ereshkigal og hendes skriver, gudinden Belet-seri (= Herskerinde over ørkenen), som spurgte, hvem der kom med ham. [50 linjer er tabt.] Enkidu kaldte på kongen, da døden nærmede sig, så Gilgamesh var ved hans side.

## 8. tavle
Gilgamesh sørgede over sin ven: "Enkidu, din mor gazellen, og din far vildæslet skabte dig, fire vildæslers mælk fostrede dig op, og dyreflokkene viste dig alle græsningerne. Måtte Enkidus veje til Cedertræsskoven sørge over dig og ikke tie nat eller dag." Kongen skar sine krøller af, sled sit tøj af og smed det væk. Sin sorg beskrev han sådan: "Efter din død lod jeg en snavset måtte af hår vokse over min krop, trak i et løveskind og strejfede om i ødemarken." Ved daggry tilkaldte han håndværkerne og satte dem i gang med at lave en statue af den døde. Han bragte også guderne offer.

## 9. Tavle
Gilgamesh flakkede rundt i vildmarken og vurderede, om han ville dø, men var for bange for døden og ville i stedet for søge evigt liv hos Utanapishtim (tilsvarende Bibelens Noa), søn af Ubartutu. Han nåede frem til et bjergpas, var skrækslagen ved synet af løver, og bad til måneguden Sin. Efter en drøm om en kriger nåede han frem til Mashu-bjergene, hvor skorpionmænd vogtede solen. Synet af skorpionmændene fyldte kongen med skræk; men han tvang sig til at gå nærmere. Skorpionvæsnet råbte til hunnen: "Ham der kommer, har gudekrop!" Skorpionhunnen svarede: "Kun to tredjedele af ham er gud, en tredjedel er menneske." Skorpionhannen råbte: "Hvorfor har du rejst så langt?" Gilgamesh forklarede, at han ledte efter Utanaphishtim, som havde evigt liv og måske ville røbe hemmeligheden om det. Skorpionvæsnerne advarede ham først mod den farlige rejse, men beskrev så en mørk tunnel under bjergene, solgudens sti (måske mellem solnedgang og daggryet?). Kongen snublede frem i det endeløse mørke og kom ud i lyset igen i en have af juveler.

## 10. tavle
Siduri var en klog gammel ølkone, bosat ved kysten. Hun fik øje på Gilgamesh, tænkte: "Den fyr er bestemt en drabsmand!" og slog slåen for sin dør. Hun slap ham først ind, da han truede med at slå døren ind. Kongen fortalte hende så om sit venskab med Enkidu og tabet, han havde lidt ved hans død: "Seks dage og syv nætter sørgede jeg over ham, og lod ham ikke blive begravet, før en ligorm faldt ud af hans næse. Jeg var skrækslagen over hans udseende, jeg begyndte at frygte døden, og strejfede om i vildmarken." Han spurgte så Siduri om vej til Utanapishtim, men hun forklarede, at sådan en rejse ikke mere lod sig gøre for mennesker – kun Shamash kunne krydse havet, hvor Dødens vande befandt sig midtvejs, og dertil Urshanabi, Utanapishtims færgemand, samt stenvæsnerne. Gilgamesh listede sig efter stenvæsnerne; "som en pil faldt han ned blandt dem." Han kunne høre dem inde i skoven; der angreb og smadrede han dem. Så mødte han færgemanden Urshanabi. Også ham fortalte han om Enkidu, deres venskab og bedrifter og om Enkidus død. Igen spurgte kongen om vej til Utanapishtim. Færgemanden forklarede, at rejsen var umulig efter at Gilgamesh havde knust stenvæsnerne. Åbenbart ombestemte han sig så og bad Gilgamesh om at hugge træer ned til stager, så de kunne stage sig gennem Dødens vande uden at komme i berøring med dem. Da Gilgamesh løb tom for stager, lavede han et sejl af sit tøj, og efter tre dage var de fremme ved kysten, hvor Utanapishtim holdt udkig. Han spurgte kongen: "Hvorfor er dine kinder udmagrede, dit ansigt fortvivlet?" Igen fortalte Gilgamesh om sit tab og sin sorg. Utanapishtim rådede ham til ikke at dyrke sorgen, for hans liv som en velklædt og velnæret konge var at foretrække "fremfor fjolsets". Den gamle mindede Gilgamesh om hans pligter som konge for sit folk og templerne. Det er menneskets skæbne at dø, knækket som et siv; døden er uundgåelig for os alle; floden stiger og skyller menneskenes boliger bort. Utanapishtim talte også om anunnakiernes forsamling, de store guder fra underverdenen, som aftalte liv og død med modergudinden Aruru.
De syv anunnakier var underverdenens dommere. I én myte navngives de som Anu, Enlil, Enki, Nanna, Shamash, Adad og Ishtar. Men det berettes også, at guderne bemærkede, hvordan Gilgamesh havde genoplivet glemt kundskab i Sumer, og gennemført ritualet om mund- og håndvask korrekt. Enki bad derfor Anu om at gøre en undtagelse fra løftet om at ingen flere kunne opnå udødelighed. Derved blev Gilgamesh angiveligt en af anunnakierne, og hans stemme skulle tælle lige meget som Dumuzis.
Hvad "stenvæsnerne" var og deres funktion var, er der mange forslag til.

## 11. og sidste tavle
Gilgamesh spurgte så Utanapishtim, hvordan han var blevet udødelig, og den gamle fortalte, hvordan han og hans kone var de eneste overlevende efter Syndfloden: "Shuruppak, en by du bestemt kender til, ved Eufrats bredder, den by er meget gammel og har guder boende. De store guders hjerter fik dem til at skabe Syndfloden." Guden Ea sagde til Utanapishtim: "O mand fra Shuruppak, søn af Ubartutu: Riv huset ned og byg en båd! Glem din formue, glem dine ejendele og hold i stedet de levende i live! Få alt levende op i båden!" Utanapishtim sagde, at han ville adlyde, men: "hvad skal jeg sige til byen, til folket og de ældste!" Ea svarede: Sig til dem, at Enlil afviser dig, så du ikke kan bo I byen eller sætte fod på Jorden. Sig, at du vil rejse ned til det underjordiske hav til din herre Ea, som vil give dig velstand, en overflod af fugl og fisk. Solguden Shamash lovede, at ved morgengry ville han lade brød regne ned, og om aftenen hvede. "Gå op i båden, luk indgangen!" Ved daggry fik stormguden Adad skyerne til at svulme. Guden for blind ødelæggelse (Errikal en manifestation af Nergal) sled fortøjningspælene op, og Ninurta (Enlils søn) fik dæmningerne til at flyde over, mens anunnakiernes fakler startede brande. Adads vinde knuste landet. Da Syndfloden kom, var den så mægtig, at selv guderne krøb sammen af skræk. Ishtar skreg som en fødende kvinde, og modergudinden Belet-ili klagede fortvivlet over den straf, guderne førte over de mennesker, hun selv havde bragt til verden. Storm og oversvømmelse varede i seks dage og syv nætter, før de havde raset ud. Alle menneske var forvandlet til ler, flodsletten helt flad. Båden gik på grund på toppen af bjerget Nimush (Zagros-bjergene?). Utanapishtim slap en due ud, næste dag en svale, den tredje dag en ravn – og da ravnen ikke kom tilbage, vidste han, at han måtte være i nærheden af land. Han ofrede til guderne, som stimlede sammen som fluer (da der jo ikke mere var mennesker til at ofre til dem). Belet-ili bebrejdede Enlil katastrofen; men han ville kun forsikre sig om, at ingen havde overlevet. Ea bebrejdede ham, at han ikke havde fundet andre måder at straffe menneskene på end at ødelægge dem helt. Ea påtog sig ansvaret for at have advaret Utanapishtim. Enlil besluttede at gøre ham og hans kone udødelige.
Utanapishtim opfordrede Gilgamesh til at holde sig vågen i syv nætter (nok som en test på, om han fortjente udødelighed), men den udmattede konge faldt snart i søvn. Utanapishtim sagde til sin kone: "Søvn, som en tåge, blæste over ham." Hun svarede: "Lad ham vende trygt hjem." Men den gamle sagde: "Menneskene er svigefulde", og fik sin kone til at bage et brød og sætte det ved siden af kongen, et for hver dag, han sov. Da Gilgamesh omsider vågnede, var brødene – med varierende grad af mugbelæg – bevis for, hvor længe han havde sovet. Selv troede han, at han kun havde været væk et øjeblik. Han talte mere om sin frygt for døden. Utanapishtim skældte Urshanabi ud for at være komme med denne besværlige gæst. Han fik besked om at få Gilgamesh vasket, smurt med olie, iført kongeligt skrud og derefter fragte ham hjem. De to mænd gik om bord i båden igen, og Utanapishtims kone sagde: "Gilgamesh kom her helt udmattet. Hvad kan du give ham, så han vender hjem med ære?" Den gamle gav ham så en anvisning på, hvordan han skulle finde en stikkende plante, "hvis torne vil stikke din hånd som en rose", og som gav ungdommen tilbage. Gilgamesh åbnede en gang ned til det underjordiske hav og fæstede tunge stene til sine fødder, så de trak ham ned, hvor han fandt planten (en koral?). Han ville tage den med hjem til Uruk og udprøve dens virkning på en gammel mand. Men på vejen tilbage standsede de ved en sø og badede, og en slange mærkede lugten af planten, stjal den og krøb væk med den, mens den skiftede ham undervejs. Gilgamesh græd over at have mistet den eneste rigdom, han havde vundet ved sin rejse – og han manglede redskaber til at genåbne tunnelen til det underjordiske hav igen. Hjemme i Uruk bad han Urshanabi om at klatre op på bymuren og beundre bygværket.

## 12. tavle – en langt ældre tradition
Det, man tidligere anså som 12. tavle af eposset, er en akkadisk oversættelse af en del af det sumeriske digt Bilgames og underverdenen, som skriveren Sin-liqe-uninni af ukendte årsager føjede til eposset. Her tabte Gilgamesh en tromme og trommestikke gennem gulvet i tømrerens hus og ned i underverdenen. Enkidu meldte sig for at få sagerne op igen. Gilgamesh advarede sin ven om ikke at vække opsigt i underverdenen. Enkidu gjorde det alligevel og blev pågrebet. Ereshkigal, underverdenens frygtede herskerinde, blottede sit bryst og trak Enkidu op på sig. Gilgamesh bad guderne om at gribe ind. Kun visdommens gud Ea kom til hjælp og fik Enkidus ånd til at stige op i verden igen, så han og Gilgamesh kunne mødes. Gilgamesh spurgte Enkidu, hvordan livet er efter døden, og Enkidu fortalte, at skadedyr åd hans krop. Gilgamesh spurgte ham om de andre døde. Enkidu forklarede, at jo flere sønner man efterlader sig, jo bedre går det i det hinsidige. Manden med syv sønner lever som en gud. Værst er det for de døde, der ikke har nogen til at sørge over sig.

## Nutid
Oversættelser og genfortællinger
Sophus Helle og Morten Søndergaard: Gilgamesh. København 2019.

I 2006 genfortalte Bent Haller eposset i romanen Ba-bels bog.
Gilgamesh har også optrådt i diverse mediesammenhænge og i nyere popkultur. Navnet blev fx brugt i filmen Batman og Robin, hvor skurken Bane, som resultat af gilgamesh-projektet, ledsager skurkinden Poison Ivy, i form af en noget uskøn, gryntende og muskelsvulmende person à la Frankensteins monster.
Assyriologerne Aage Westenholz og Ulla Koch har 1997 gjort eposset tilgængeligt på dansk i forlaget Spektrums serie Verdensreligionernes Hovedværker.

## Henvisning
1. ↑  "The Genesis narrative in the light of recent scholarship". Arkiveret fra originalen 10. april 2016. Hentet 22. august 2016.
2. 1 2  "Gilgamesh Summary". Arkiveret fra originalen 26. august 2016. Hentet 22. august 2016.
3. ↑  "Epic of Gilgamesh - Other Ancient Civilizations - Classical Literature". Arkiveret fra originalen 16. august 2016. Hentet 23. august 2016.
4. ↑  "Professor Andrew George | British Academy". Arkiveret fra originalen 18. september 2016. Hentet 22. august 2016.
5. ↑  "Фотография Eanna temple ('house of heaven'), Iraq, Uruk | Фотобанк ГеоФото/GeoPhoto | GetImages Group". Arkiveret fra originalen 17. februar 2021. Hentet 25. august 2016.
6. ↑  "Epic of Gilgamesh: Tablet I". Arkiveret fra originalen 7. april 2014. Hentet 22. august 2016.
7. ↑  "Prædikerens Bog, Bibelen fra 1931". Arkiveret fra originalen 23. august 2016. Hentet 22. august 2016.
8. ↑  "Epic of Gilgamesh: Tablet II". Arkiveret fra originalen 18. august 2016. Hentet 22. august 2016.
9. ↑  "Epic of Gilgamesh: Tablet III". Arkiveret fra originalen 11. august 2016. Hentet 23. august 2016.
10. ↑  "Epic of Gilgamesh: Tablet IV". Arkiveret fra originalen 18. august 2016. Hentet 23. august 2016.
11. ↑  "Epic of Gilgamesh: Tablet V". Arkiveret fra originalen 2. september 2016. Hentet 23. august 2016.
12. ↑  "Epic of Gilgamesh: Tablet VI". Arkiveret fra originalen 6. september 2016. Hentet 23. august 2016.
13. ↑  "Worshipper of Larsa at the Louvre Museum - LOUVREBIBLE". Arkiveret fra originalen 26. august 2016. Hentet 24. august 2016.
14. ↑  "Epic of Gilgamesh: Tablet VII". Arkiveret fra originalen 23. august 2016. Hentet 24. august 2016.
15. ↑  "Epic of Gilgamesh: Tablet VIII". Arkiveret fra originalen 21. august 2016. Hentet 24. august 2016.
16. ↑  "Epic of Gilgamesh: Tablet IX". Arkiveret fra originalen 21. august 2016. Hentet 24. august 2016.
17. ↑  "Epic of Gilgamesh: Tablet X". Arkiveret fra originalen 21. august 2016. Hentet 25. august 2016.
18. ↑  "Gilgamesh and Enkidu". Arkiveret fra originalen 1. februar 2016. Hentet 25. august 2016.
19. ↑  "Arkiveret kopi". Arkiveret fra originalen 26. august 2016. Hentet 25. august 2016.
20. ↑  "Epic of Gilgamesh: Tablet XI". Arkiveret fra originalen 12. januar 2020. Hentet 25. august 2016.
21. ↑  "Arkiveret kopi". Arkiveret fra originalen 5. september 2016. Hentet 25. august 2016.
22. ↑  "Epic Of Gilgamesh Tablet Xii". Arkiveret fra originalen 10. august 2016. Hentet 25. august 2016.
23. ↑  Bøger hos Saxo – Danmarks største udvalg af danske og engelske bøger
24. ↑  "Nutidig urtid - politiken.dk". Arkiveret fra originalen 23. august 2016. Hentet 22. august 2016.

## Eksterne links
- Multimediales Epos,engelskArkiveret 14. april 2013 hos  Wayback Machine
- Gilgamesh-Eposet,tysk  Arkiveret 16. juni 2005 hos  Wayback Machine

- Wikimedia Commons har flere filer relateret til Digtet om Gilgamesh